# 纸盒人
紙盒人是一個卡通形象，中文名阿楞，英文名字為Danboard，來自日本漫画《四叶妹妹！》。在它的童話世界裡，它總是透露出憂鬱的眼神。許多文藝青年喜歡將它作為攝影對象，來體現文藝情懷。

## 改編動畫
2016年9月27日至2017年3月28日，以《喵阿楞！》為標題，每週二於NHK教育頻道「迷你動畫」的單元時段播出實境合成CG動畫。旁白由滿島真之介擔任。還有，《四叶妹妹！》主角小岩井四叶在片尾動畫中登場。
台灣由童園創意取得動畫代理，並於中華電信MOD靖天電視頻道播出。

## 簡介
紙盒人由海洋堂設計生產，雖然名字叫紙盒人，但實際材質並不是紙箱、而是塑膠。它全身的顏色跟紙箱非常接近，因此入鏡後的效果非常逼真。它的頭部可以自由轉動，眼睛可以發光，關節可以活動。

## 個性特徵

### 海洋堂版本
身高約13cm，主要材質是APS和PVC，全身有7个可動關節：頸、左手、右手、左脚、右脚、前襟、后襟。安裝電池後，眼睛可以發光。

### 亞馬遜版本
身高約8cm，主要材质是PVC，頭部有AMAZON的LOGO，全身有5個可動關節：頸、左手、右手、左脚、右脚。